# Hrabstwo Mercer (Kentucky)

Piramida wieku hrabstwa

Hrabstwo Mercer – hrabstwo w USA, w stanie Kentucky. Według danych z 2000 roku, hrabstwo zamieszkiwało 20817 osób. Siedzibą hrabstwa jest Harrodsburg.

## Miasta
- Burgin
- Harrodsburg
- Salvisa (CDP)